# Дванадцята невдача
«Дванадцята невдача» (гінді 12वीं फेल, англ. 12th Fail) — індійська біографічна драма 2023 року мовою гінді, режисером, продюсером і сценаристом якого є Відху Вінод Чопра. Він заснований на однойменній документальній книзі Анурага Патака 2019 року про Маноджа Кумара Шарму, який подолав крайню бідність і став офіцером індійської поліції. У фільмі зіграли Вікрант Мессі в ролі Шарми, а також Медха Шанкр, Анант Джоші, Аншумаан Пушкар і Пріяншу Чаттерджі.
Випущений у прокаті 27 жовтня 2023 року, фільм отримав широке визнання критиків і став хітом, який зібрав у прокаті понад 690 млн рупій (8,6 млн доларів США) у всьому світі при бюджеті у 200 млн рупій (2,5 млн доларів США). На 69-й церемонії вручення нагород Filmfare Awards фільм отримав п'ять провідних нагород (нарівні з фільмом «Тварина»), включаючи найкращий фільм, найкращого режисера та найкращого актора (Мессі).
Станом на 1 березня 2024 року фільм посідає 54-те місце у списку 250 найрейтинговіших фільмів IMDb.

## Акторський склад
| Актор               | Роль                                                |
| ------------------- | --------------------------------------------------- |
| Вікрант Мессі       | Манодж Кумар Шарма                                  |
| Медха Шанкр         | Шраддха Джоші                                       |
| Анант Джоші         | Прітам Панді                                        |
| Аншуман Пушкар      | Гаурі Бхая                                          |
| Пріяншу Чаттерджі   | Душянт Сінгх заступник начальника поліції           |
| Гіта Аггарвал Шарма | Пушпа Шарма мати Маноджа                            |
| Харіш Кханна        | Рамвір Шарма батько Маноджа                         |
| Саріта Джоші        | бабуся Маноджа                                      |
| Санджай Бішної      | Навал                                               |
| Вікас Дів'якірті    | в ролі самого себе                                  |
| Віджай Кумар Догра  | Сундар                                              |
| Перрі Чхабра        | Раджіні Шарма молодша сестра Маноджа                |
| Нірадж Калра        | професор Прабхакар Джоші батько Шраддхи             |
| Даріус Чіной        | пан Соланкі                                         |
| Радхіка Джоші       | Таня                                                |
| Фасі Хан            | Кішан домашній слуга Шраддхи                        |
| Рахул Дев Шетті     | містер Мехта інтерв'юер Маноджа із державної служби |

## Випуск

### Кінотеатральний прокат
Тизер фільму вийшов 10 серпня 2023 року, а його трейлер — 3 жовтня 2023 року. Фільм вийшов у кінотеатрах 27 жовтня 2023 року мовами гінді та каннада. Після успіху на гінді творці оголосили, що фільм буде дубльовано тамільською мовою та мовою телугу, якими вийшов 3 листопада 2023 року.

### Домашні медіа
Фільм почав транслюватися на Disney+ Hotstar 29 грудня 2023 року. 29 лютого 2024 року відбулася його прем'єра на платформі Sony Max.

## Сприйняття
Фільм отримав схвалення критиків. На вебсайті агрегатора рецензій Rotten Tomatoes 91 % з 11 рецензій критиків є позитивними із середнім рейтингом 6,8/10.
Сайбал Чаттерджі з NDTV поставив 3,5 зірки з 5 і сказав: «Це оригінальне зображення життя офіцера індійської поліції, „Дванадцята невдача“ — це спонукаючий до роздумів і кумедний фільм. Сценарій створив справді симпатичну історію, яка уникає будь-якої екстравагантності, щоб витягти до останнього дрібку драми з нерівностей і падінь на шляху людини». Маянк Шекхар з Mid-Day поставив 4 зірки з 5 і написав рецензію на фільм «Це історія Індії!». Моніка Равал Кукрея з Hindustan Times зазначила у своїх рецензіях, що фільм є обов'язковим до перегляду, щоб зрозуміти не тільки труднощі та емоції, через які проходять студенти державної служби, але й проливає світло на загальну освіту в індійській державній системі, те, що Чопра підкорив серця фільмом «3 ідіоти» (2009).